# تری برتون
تری برتون (انگلیسی: Terry Burton؛ زادهٔ ۸ نوامبر ۱۹۵۲) ورزشکار فوتبال اهل بریتانیا است.
از باشگاه‌هایی که در آن بازی کرده‌است می‌توان به باشگاه فوتبال آرسنال اشاره کرد.